# GROW (серія ігор)
GROW — це серія ігор-головоломок на основі Flash або HTML5, створених Он Накаямою, японським інді-розробником ігор, і розміщених на його веб-сайті, eyezmaze.com. Серія, яка була запущена 7 лютого 2002 року, складається з 12 повних ігор, 7 міні-ігор і 1 скасованої гри. Остання назва була опублікована в червні 2018 року. Усі ігри мають простий кнопковий інтерфейс, який вимагає від гравця визначити правильну комбінацію кнопок, щоб максимізувати візуальну винагороду та зрештою досягти гарного кінця. Графічно стримані та мінімалістичні, ігри GROW використовують привабливу естетику та часто включають істот та персонажів, узятих з інших ігор On, наприклад із серії Tontie.
Ігри отримали переважно позитивні відгуки, головна критика зводилася до стандартної якості основної серії та відсутності цінності повтору . Позитивні відгуки підкреслюють просту химерність і невинну естетику гри та креативність основної концепції. Незважаючи на те, що серія Grow широко визнана як гра-головоломка, у статті IGDA 2008 року зазначено, що «серія Grow є прикладом гри, яка визначила новий жанр ігор».

## Ігровий процес
Гравцеві надається ряд кнопок, пов'язаних з характеристиками ігрового світу. Натискання кнопки зазвичай призводить до зміни відповідної частини ігрового світу. Головоломка полягає в тому, щоб визначити порядок, у якому потрібно натискати кнопки, щоб досягти гарного кінця. Кількість кнопок у кожній грі коливається від 5 до 12. Однак кількість різних комбінацій, можливих із кожною додатковою кнопкою, збільшується відповідно до факторної прогресії. Таким чином, гра з 5 кнопками матиме 120 можливих комбінацій (з яких лише одна призводить до хорошого кінця), а гра з 12 кнопками матиме 479 мільйонів можливих комбінацій.
Компоненти ігрового світу проходять процес підвищення рівня після кожного вибору. Оскільки раніше задіяні компоненти ігрового світу залишаються на екрані, пізніші натискання кнопки часто дозволять новим областям середовища взаємодіяти з попередніми областями. Ці взаємодії можуть призвести до того, що компонент навколишнього середовища підвищиться, знизиться або залишиться незмінним. Відстежуючи, які кнопки впливають на інші частини ігрового світу, гравець може досягти гарного кінця, максимізуючи візуальну винагороду. Коли всі компоненти максимізовано і світ повністю розроблений, гравець виграє.
Кожна гра в основній серії має хорошу кінцівку, багато поганих кінцівок і часто секретну кінцівку пасхального яйця . Однак заголовки в серії MiniGROW, як правило, набагато менші  і простіші, містять від 6 до 3 кнопок.

## Історія
Першою грою серії GROW була GROW ver.3 у лютому 2002 року. Це була третя версія однієї гри, яку On розробляв (перші дві версії були практично ідентичні версії 3, за винятком того, що в них не було музики та партитури ) у 2001–2002 роках. Після релізу Он вирішив зберегти частину назви «ver.3», а не називати гру просто GROW, як він спочатку планував. Після цього Он продовжував розробляти інші ігри серії GROW, включаючи GROW Cube і GROW ORNAMENT, і в 2005-2006 роках його ігри стали настільки популярними серед геймерів, що західна ігрова преса почала висвітлювати його роботу. Отримавши численні запитання щодо того, чому серія GROW починається з «ver.3» замість «ver.1» і де можуть бути «ver.1» і «ver.2», On вирішив відтворити нові скорочені версії  для версії 2 і версії 1, які він випустив у такому порядку в червні та грудні 2006 року відповідно.
Із зростанням інтересу до ігор англійською, іспанською, корейською, китайською та французькою мовами On переклав веб-сайт відповідними мовами у квітні 2009 року  У квітні 2015 року також було започатковано серію коміксів GROW, щоб продемонструвати концепт-арт серії.
Будучи спочатку розробленими для платформи Adobe Flash, On має намір перенести ігри на HTML5 . З цією метою кампанія Indiegogo у липні 2018 року зібрала майже 12 000 доларів США.
5 березня 2020 року стався збій сервера, на якому розміщено сайт eyezmaze.com. On заявив у Twitter, що остання резервна копія веб-сайту була зроблена в 2016 році, і що адміністратор сервера був занадто зайнятий, щоб вирішити проблему. Відтоді сайт відновився.

## Рецепція
Незважаючи на свою простоту, ігри GROW отримали переважно схвальні відгуки. Джез МакДугалл ' PC Gamer описав візуальні елементи мультфільму як продуктивні для сюрреалістичного ігрового досвіду та припустив, що деякі складніші ігри серії можуть отримати користь від групової гри кількома гравцями. Алек Мір з Rock, Paper, Shotgun описує серіал як «милий» і «мрійливий», а Наомі Олдерман ' The Guardian описує його як «чарівний», «химерний» і зручний для дітей. Письменник Indiegames.com Майкл Роуз зазначив, що ігри GROW змушують гравця «відчути себе добре всередині» і описав досвід гри в GROW як «натискання кнопок на експонаті в музеї... щоб спостерігати, як світ розвивається». Ерік Каойлі з GameSetWatch підкреслив, що On використовує гумор, щоб винагороджувати гравців, які досягають прогресу, навіть якщо просто досліджують. Регулярність випусків On також викликала похвалу таких рецензентів, як Чарльз Герольд із New York Times. Інсайдери галузі, включаючи розробників ігор Дейва Гроссмана  та Spry Fox, також високо оцінили серіал.
Критика здебільшого обмежувалася твердженням про те, що ігровий процес в основному шаблонний між різними назвами, хоча рецензенти відзначали, що такі ігри, як GROW Cannon  і GROW RPG, змогли забезпечити достатню варіацію, щоб зберегти цікавість серії. Gameological Society AV Club також розкритикувало ігри з точки зору їх відтворюваності, заявивши, що «в ігри Grow було не дуже цікаво грати більше одного разу».

## СеріяGROW

### Основна серія
- GROW ver.3 (лютий 2002;[32] Ремейк: червень 2009 [33])
- RPG GROW (липень 2005;[34] перенесено на платформи Android та iOS у квітні 2015 [35])
- GROW Cube (вересень 2005;[36] перенесено на платформи Android та iOS у вересні 2014 [37] та жовтні 2014 [38])
- GROW ver.2 (червень 2006);[10] перенесено на платформи Android та iOS як GROW JUNGLE у квітні 2015 [39] та серпні 2015 [40])
- GROW ver.1 (грудень 2006;[41] Ремейки: травень–липень 2008 [42][43][44])
- GROW Island (вересень 2007) [45]
- GROW Tower (січень 2009) [46]
- GROW Valley (серпень 2010) [47]
- GROW Cannon (січень 2011) [48]
- GROW Forest (скасовано в грудні 2012) [49]
- GROW Maze (березень 2013) [50]
- GROW Clay (лютий 2014) [51]
- GROW Park (липень 2015 для Android;[52] серпень 2015 для iOS і ПК [53][54])

### Серія MiniGROW
- GROW ORNAMENT (грудень 2005;[55] перенесено на платформи Android та iOS у грудні 2015 [56])
- GROW Nano ver.0 (липень 2006) [57]
- GROW Nano vol.1 (серпень 2006) [58]
- GROW Nano vol.2 (лютий 2007) [59]
- GROW Nano vol.3 (лютий 2008;[60] перенесено на платформи Android та iOS як GROW RECOVERY у квітні 2015 [61] та липні 2015 [62])
- GROW Nano 4 (травень 2011) [63]
- GROW Cinderella (жовтень 2016) [64]
- GROW Comeback (червень 2018) [65]
- GROW Thanks (листопад 2018)